# Red's Dream
Red's Dream (bra: Sonho do Red/prt: O Sonho de Red) é um filme de curta-metragem feito com computação gráfica em 1987 pela Pixar Animation Studios. Este curta pode ser assistido no antigo VHS Tiny Toy Stories ou no DVD Pixar Short Films Collection - Volume 1.

## Sinopse
O curta conta a história de um monociclo vermelho chamado Red, que vive no canto da parede de uma loja de bicicletas, pois nunca é comprado por ninguém. Em uma noite de chuva, Red sonha que é uma estrela de circo. No sonho, Red aparece como o monocículo de um palhaço. No sonho, quando eles entram no picadeiro, não são bem recebidos. O palhaço faz um show de malabarismo, mas mesmo assim não agrada o público. Então Red sai de baixo do palhaço, que conseqüentemente cai no chão, e faz um show de malabarismo muito melhor do que o do palhaço. A platéia o aplaude com bastante alegria. Porém, na melhor parte do sonho, Red acorda e percebe que ainda está na loja de bicicletas. Red, muito desanimado, volta a dormir no seu canto.

## Curiosidades
- Foi o primeiro  curta da Pixar Animation Studios que não teve um final feliz.

- O desenho do picadeiro do circo é o mesmo desenho da bola do curta-metragem Luxo Jr.

- Na loja de bicicletas, podemos ver no balcão um abajur igual ao do curta-metragem Luxo Jr.

- No relógio da parede da loja de bicicletas, podemos ver o personagem André, do curta-metragem The Adventures of André & Wally B.
- Esse é o único curta-mentragem da Pixar cujo não foi lançado com nenhum filme da Pixar.

## Premiações
| Oscar         | Nenhum                                          |
| Annie Award   | Nenhum                                          |
| Grammy Award  | Nenhum                                          |
| Globo de Ouro | Nenhum                                          |
| Outros        | Foi o vencedor de 3 prêmios[carece de fontes?]. |